# Хатштет
Хатштет (њем. Hattstedt) општина је у њемачкој савезној држави Шлезвиг-Холштајн. Једно је од 132 општинска средишта округа Нордфризланд. Према процјени из 2010. у општини је живјело 2.465 становника. Посједује регионалну шифру (AGS) 1054042.

## Географски и демографски подаци
Хатштет се налази у савезној држави Шлезвиг-Холштајн у округу Нордфризланд. Општина се налази на надморској висини од 4 метра. Површина општине износи 7,0 km². У самом мјесту је, према процјени из 2010. године, живјело 2.465 становника. Просјечна густина становништва износи 352 становника/km².